# Canoë-kayak aux Jeux olympiques d'été de 2012 - K4 1000 mètres hommes
Navigation
Pékin 2008 Rio de Janeiro 2016
L'épreuve masculine du K4 1 000 mètres des Jeux olympiques d'été 2012 de Londres se déroulera au Dorney Lake, du 7 au 9 août 2012.

## Format de la compétition
« La compétition débute avec deux éliminatoires. Le vainqueur de chaque éliminatoire est directement qualifié pour la finale et les autres s’affrontent en demi-finale, pendant laquelle les six meilleurs bateaux se qualifient pour la finale. »

## Programme
Tous les temps correspondent à l'UTC+1
| Date              | Horaire        | Manche              |
| ----------------- | -------------- | ------------------- |
| Mardi 7 août 2012 | 9 h 30 10 h 47 | Séries Demi-finales |
| Jeudi 9 août 2012 | 9 h 48         | Finale              |

## Résultats

### Séries
L'embarquation la plus rapide de chaque série est directement qualifiée pour la finale, les autres doivent participer à la demi-finale.

#### Série 1
| Rang | Athlètes                                                        | Pays      | Temps          | Notes |
| ---- | --------------------------------------------------------------- | --------- | -------------- | ----- |
| 1    | Peter Gelle Martin Jankovec Erik Vlček Juraj Tarr               | Slovaquie | 2 min 55 s 173 | Q     |
| 2    | Marcus Gross Norman Bröckl Tim Wieskötter Max Hoff              | Allemagne | 2 min 56 s 987 |       |
| 3    | Kim Wraae Knudsen René Holten Poulsen Emil Stær Kasper Bleibach | Danemark  | 3 min 05 s 134 |       |
| 4    | Traian Neagu Toni Ioneticu Ștefan Vasile Ionel Gavrilă          | Roumanie  | 3 min 12 s 371 |       |
| 5    | Milenko Zorić Ervin Holpert Aleksandar Aleksić Dejan Terzić     | Serbie    | 3 min 21 s 437 |       |

#### Série 2
| Rang | Athlètes                                                | Pays               | Temps          | Notes |
| ---- | ------------------------------------------------------- | ------------------ | -------------- | ----- |
| 1    | Zoltán Kammerer Dávid Tóth Tamás Kulifai Dániel Pauman  | Hongrie            | 2 min 54 s 153 | Q     |
| 2    | Daniel Havel Lukáš Trefil Josef Dostál Jan Šterba       | République tchèque | 2 min 54 s 267 |       |
| 3    | Tate Smith Dave Smith Murray Stewart Jacob Clear        | Australie          | 2 min 59 s 789 |       |
| 4    | Ilya Medvedev Anton Vasilev Anton Ryakhov Oleg Zhestkov | Russie             | 3 min 04 s 781 |       |
| 5    | Zhang Hongpeng Zhou Peng Shen Jie Huang Zhipeng         | Chine              | 3 min 14 s 234 |       |

### Demi-finale
Les 6 embarcations les plus rapides sont qualifiées pour la finale.
| Rang | Athlète                                                         | Pays               | Temps          | Notes |
| ---- | --------------------------------------------------------------- | ------------------ | -------------- | ----- |
| 1    | Tate Smith Dave Smith Murray Stewart Jacob Clear                | Australie          | 2 min 52 s 505 | Q     |
| 2    | Marcus Gross Norman Bröckl Tim Wieskötter Max Hoff              | Allemagne          | 2 min 53 s 575 | Q     |
| 3    | Daniel Havel Lukáš Trefil Josef Dostál Jan Štěrba               | République tchèque | 2 min 53 s 984 | Q     |
| 4    | Ilya Medvedev Anton Vasilev Anton Ryakhov Oleg Zhestkov         | Russie             | 2 min 54 s 303 | Q     |
| 5    | Traian Neagu Toni Ioneticu Ștefan Vasile Ionel Gavrilaă         | Roumanie           | 2 min 55 s 027 | Q     |
| 6    | Kim Wraae Knudsen René Holten Poulsen Emil Stær Kasper Bleibach | Danemark           | 2 min 56 s 003 | Q     |
| 7    | Milenko Zorić Ervin Holpert Aleksandar Aleksić Dejan Terzić     | Serbie             | 2 min 56 s 346 |       |
| 8    | Zhang Hongpeng Zhou Peng (canoë) Shen Jie Huang Zhipeng         | Chine              | 3 min 00 s 315 |       |

### Finale
| Rang                                | Athlètes                                                        | Pays               | Temps          | Notes |
| ----------------------------------- | --------------------------------------------------------------- | ------------------ | -------------- | ----- |
| Médaille d'or, Jeux olympiques      | Tate Smith Dave Smith Murray Stewart Jacob Clear                | Australie          | 2 min 55 s 085 |       |
| Médaille d'argent, Jeux olympiques  | Zoltán Kammerer Dávid Tóth Tamás Kulifai Dániel Pauman          | Hongrie            | 2 min 55 s 699 |       |
| Médaille de bronze, Jeux olympiques | Daniel Havel Lukáš Trefil Josef Dostál Jan Štěrba               | République tchèque | 2 min 55 s 850 |       |
| 4                                   | Marcus Gross Norman Bröckl Tim Wieskötter Max Hoff              | Allemagne          | 2 min 56 s 172 |       |
| 5                                   | Kim Wraae Knudsen René Holten Poulsen Emil Stær Kasper Bleibach | Danemark           | 2 min 56 s 542 |       |
| 6                                   | Peter Gelle Martin Jankovec Erik Vlček Juraj Tarr               | Slovaquie          | 2 min 56 s 771 |       |
| 7                                   | Ilya Medvedev Anton Vasilev Anton Ryakhov Oleg Zhestkov         | Russie             | 2 min 57 s 375 |       |
| 8                                   | Traian Neagu Toni Ioneticu Ștefan Vasile Ionel Gavrilă          | Roumanie           | 2 min 58 s 223 |       |

## Sources
- Le site officiel du Comité international olympique
- Site officiel de Londres 2012